# Peille
Peille (in italiano Peglia, ormai desueto) è un comune francese di 2 287 abitanti, situato nel dipartimento delle Alpi Marittime, nella regione della Provenza-Alpi-Costa Azzurra.

## Geografia
Peille è situata nella piccola valle del Faquin, affluente di sinistra del Paglione, a 23 km a nord-est di Nizza.

## Storia
Nel XII secolo Peglia era amministrata da tre consoli eletti e governava anche sui villaggi di Peglione, Turbia e Monaco. Nel 1176 i conti di Provenza confermarono l'autonomia della località. Tre anni più tardi i sovrani provenzali costrinsero i consoli di Peglia a cedere i diritti su Monaco alla Repubblica di Genova. 
Nel XIII secolo i conti di Provenza lanciarono una serie di offensive volte a riprendere il controllo sulla regione nizzarda. Fu così che Peglia iniziò a perdere poco alla volta la sua autonomia. A ciò si aggiunse il progressivo distacco dal capoluogo dei vari villaggi che formavano il contado pegliese. Nel 1388, insieme al resto del vicariato nizzardo, fu annessa alla Savoia.
Nel 1651 la signoria di Peglia fu elevata a contea ed infeudata ai Lascaris di Ventimiglia. 
Nel 1792, in seguito all'invasione francese della Contea di Nizza, Peglia fu annessa una prima volta alla repubblica transalpina. Con il congresso di Vienna del 1815 la località tornò sotto la sovranità sabauda. 
Con il trattato di Torino del 1860 Peglia, così come il resto della provincia di Nizza, fu definitivamente annessa alla Francia.

## Monumenti e luoghi d'interesse
- Chiesa di Santa Maria dell'Assunzione, citata già nel XI secolo, al suo interno presenta una navata romanica ed una gotica.

## Infrastrutture e trasporti

### Ferrovie
Peille è servita da una propria stazione ferroviaria posta lungo la linea Nizza-Breglio.

## Società

### Evoluzione demografica
Abitanti censiti